# Joaquim de Lange
Dom Joaquim de Lange C.S.Sp. (5 de março de 1906 - 14 de julho de 1992) foi um bispo católico holandês e primeiro prelado de Tefé.
Joaquim estudou Filosofia (1926-1927) em Gennep e Teologia (1930-1933) em Gemert. Recebeu a ordenação como padre da Congregação do Espírito Santo em 25 de julho de 1933. Pe. Joaquim foi professor no Seminário Menor (1930), missionário em Vila da Ponte, Cuango, Angola (1933-1946) e foi líder de um grupo de espiritanos holandeses enviados ao Brasil para substituir os missionários franceses que já estavam no Médio Solimões, Juruá e Japurá desde o final do século XIX.
O Papa Pio XII nomeou-o em 19 de julho de 1946 como Prefeito Apostólico de Tefé. Após a elevação da prefeitura à prelatura territorial, foi nomeado seu administrador apostólico em 4 de setembro de 1950.
Em 18 de abril de 1952, Pio XII o nomeou como prelado de Tefé e bispo-titular de Photice. Recebeu a ordenação episcopal através do arcebispo de São Sebastião do Rio de Janeiro, Cardeal Jaime de Barros Câmara CSSp, em 6 de julho do mesmo ano. Os co-consagradores principais foram Dom Alberto Gaudêncio Ramos, Arcebispo de Manaus, e Dom Mário de Miranda Vilas-Boas, Arcebispo de Belém do Pará. Sua ordenação se deu na Praça do Congresso em Manaus, durante um Congresso Eucarístico.
Dom Joaquim participou de todas as quatro sessões do Concílio Vaticano II como um padre conciliar. Foi o principal ordenante de Dom Mário Clemente Neto, CSSp (1980), e principal co-consagrador de Dom Gutemberg Freire Régis, C.SS.R. (1978) e de Dom Luís Herbst, CSSp (1979).
Dentro de sua circunscrição eclesiástica, Dom Joaquim dedicou-se não apenas à evangelização, com a criação de paróquias, como também aderiu ao Movimento de Educação de Base, com as escolas radiofônicas e um programa de educação a distância. Aderindo ao método de Paulo Freire, a Prelazia supunha a formação de comunidades e de lideranças. Como bispo também apoiou a formação de sindicatos e cooperativas por todo o território da Prelazia. Implantou as diretrizes do  Vaticano II, investindo na formação de leigos. Presidiu a Sociedade de Obras Sociais e Educacionais da Prelazia de Tefé e o MEB local, foi autor de 50 anos de existência da Prefeitura apostólica de Tefé e apresentou o programa semanal de rádio Hora Pastoral.
Em 26 de maio de 1978, renunciou à sé titular. O Papa João Paulo II aceitou sua renúncia devido à idade em 15 de dezembro de 1982, tornando-se prelado-emérito de Tefé. Depois foi para a paróquia de Jutaí, nos limites da Prelazia.
Dá nome ao prédio que abriga a Rádio Educação Rural de Tefé, e em 1996 foi criada a Fundação Dom Joaquim, gerenciadora dos meios comunicação da Prelazia. Em 2017, a Prelazia de Tefé inaugurou o "Memorial Dom Joaquim de Lange", com a presença de Dom Mário Clemente Neto, prelado-emérito de Tefé, e Dom Sérgio Eduardo Castriani, Arcebispo de Manaus.